# Буронг-Пінггай-Аєр
4°52′52″ пн. ш. 114°56′20″ сх. д. / 4.881° пн. ш. 114.939° сх. д.
Буронг-Пінггай-Аєр — один з 18 мукімів (районів) округи (даера) Бруней-Муара, Бруней.

## Райони
- Кампонг Буронг Пінгаі Аєр
- Кампонг Луронг Далам
- Кампонг Пандаі Бесі 'А'
- Кампонг Пандаі Бесі 'Б'
- Кампонг Сунгаі Пандан 'А'
- Кампонг Сунгаі Пандан 'Б
- Кампонг Пг. Сетіа Негара
- Кампонг Пекан Лама